# (3320) Namba
(3320) Namba es un asteroide perteneciente al cinturón de asteroides, descubierto el 14 de noviembre de 1982 por Hiroki Kosai y su compañero astrónomo Kiichirō Furukawa desde el Observatorio Kiso, Monte Ontake, Japón.

## Designación y nombre
Designado provisionalmente como 1982 VZ4. Fue nombrado Namba en homenaje al distrito de Namba en Osaka, Japón.